# Сен-Бонне-де-Фур
Сен-Бонне́-де-Фур (фр. Saint-Bonnet-de-Four) — коммуна во Франции, находится в регионе Овернь. Департамент коммуны — Алье. Входит в состав кантона Монмаро. Округ коммуны — Монлюсон.
Код INSEE коммуны — 03219.

## Население
Население коммуны на 2008 год составляло 200 человек.
| 1962 | 1968 | 1975 | 1982 | 1990 | 1999 | 2008 |
| ---- | ---- | ---- | ---- | ---- | ---- | ---- |
| 269  | 299  | 259  | 228  | 227  | 221  | 200  |

## Экономика
В 2007 году среди 132 человек в трудоспособном возрасте (15—64 лет) 86 были экономически активными, 46 — неактивными (показатель активности — 65,2 %, в 1999 году было 60,4 %). Из 86 активных работали 69 человек (36 мужчин и 33 женщины), безработных было 17 (8 мужчин и 9 женщин). Среди 46 неактивных 5 человек были учениками или студентами, 29 — пенсионерами, 12 были неактивными по другим причинам.

## Достопримечательности
- Церковь Сен-Бонне XI века. Исторический памятник. В XIV веке была достроена часовня в готическом стиле. В 1894 году в шпиль колокольни ударила молния, в результате чего он искривился.
- Замок Ла-Брос XV века

## Фотогалерея
- Церковь Сен-Бонне
- Церковь Сен-Бонне
- Шпиль колокольни